# Timeline (film)
Timeline is een actie- en avonturenfilm uit 2003, geregisseerd door Richard Donner. In de film spelen onder andere Paul Walker, Frances O'Connor, Billy Connolly, David Thewlis en Gerard Butler. De filmmuziek werd gecomponeerd door Brian Tyler.
De film is gebaseerd op het boek Timeline van Michael Crichton. De film kostte 80 miljoen dollar om te maken, en in de Verenigde Staten bracht hij slechts 20 miljoen dollar op. De meeste filmcritici kraakten de film af.

## Verhaal
Vier archeologiestudenten zijn aan het werk in een middeleeuws gebouw in Frankrijk. Dan verdwijnt hun professor, die de vader is van een van de studenten, opeens. Het blijkt dat hij meewerkte aan een machine waarmee objecten kunnen verzonden worden naar andere plaatsen op de wereld. De professor liet zichzelf verzenden via de machine maar door een fout in de machine kwam hij terecht in de 14e eeuw. De studenten en nog enkele andere personen reizen ook met de machine naar het jaar 1357 in het Franse dorpje Castlegard om hun professor te bevrijden. Daar komen ze terecht in het Engels-Franse conflict van de Honderdjarige Oorlog. Uiteindelijk komen ze met de professor terug naar huis maar een van de studenten blijft achter omdat hij niet meer terug wil.

## Rolverdeling
- Paul Walker - Chris Johnston
- Frances O'Connor - Kate Ericson
- Gerard Butler - André Marek
- Billy Connolly - Professor Edward A. Johnston
- David Thewlis - Robert Doniger
- Anna Friel - Lady Claire
- Neal McDonough - Frank Gordon
- Matt Craven - Steven Kramer
- Ethan Embry - Josh Stern
- Michael Sheen - Lord Oliver de Vannes
- Lambert Wilson - Arnaud de Cervole
- Marton Csokas - Sir William De Kere/William Decker
- Rossif Sutherland - François Dontelle
- Patrick Sabongu - Jimmy Gomez
- Steve Kahan - Baker

## Trivia
- Taglines van de film zijn "One man's future lies in the past" en "This fall you're history".
- In de film wordt Grieks vuur gebruikt.